# Kunstmatige verjonging in de bosbouw
Kunstmatige verjonging in de bosbouw is de vestiging van de volgende bosgeneratie door de aanplant van bosplantsoen of door te zaaien in een bestaand bosgebied. Het verschilt van natuurlijke verjonging, omdat daarbij de volgende bosgeneratie zich grotendeels spontaan vestigt door de natuurlijke kieming van zaden of de ontwikkeling van afleggers en uitlopers, eventueel gestimuleerd door verjongingskap en terreinvoorbereiding.

## Vitaliteit
Onder een vitaal bos wordt een bos verstaan dat nu en in de toekomst duurzaam en zo veel mogelijk in staat is de gewenste ecosysteemdiensten te leveren, ook wanneer het klimaat verandert. Pijlers voor een vitaal bos zijn onder andere variatie in boomsoorten van voldoende genetische kwaliteit, een boomsoortensamenstelling die past bij de groeiplaats en die zich kan aanpassen aan de veranderende klimaatomstandigheden, een gevarieerde horizontale en verticale bosstructuur en een bodem met voldoende buffercapaciteit, beschikbaarheid van voedingsstoffen en een gezonde waterhuishouding. Een vitaal bos is daarbij in staat om zich te handhaven onder extreme (natuurlijke) omstandigheden, zoals droogte, stormschade, ziekten en plagen. Het bos is daarnaast vitaal genoeg om bij eventuele stopzetting van beheer zichzelf te reguleren, zo ook onder de veranderende klimaatomstandigheden. Met kunstmatige verjonging – en met enige sturing ook middels natuurlijke verjonging – kan men invloed uitoefenen op de boomsoortensamenstelling, passend bij de standplaatsfactoren van het bos, waardoor de vitaliteit van het bos verhoogd kan worden.

## Keuzes
Voor het slagen van kunstmatige verjonging heeft een beheerder veel keuzemogelijkheden. Daarbij gaat het bijvoorbeeld om de geschiktheid van de standplaats, de boomsoortenkeuze, de wijze van beplanten of zaaien, het plantaantal en plantverband, de kwaliteit van het plant- en zaadmateriaal, het moment van planten of zaaien, de gewenste menging van boomsoorten, terreinvoorbereiding, de keuze tussen aanplant en bezaaiing en bescherming van de verjonging. Of de aanplant uiteindelijk succesvol is, hangt voor een groot deel af van de nazorg. Met kunstmatige verjonging kan gestuurd worden op de boomsoortsamenstelling en daarmee op de vitaliteit van het bos.

### Standplaats
Voorafgaand aan de selectie van bosplantsoen voert de beheerder een geschiktheidsbeoordeling uit van de standplaats of groeiplaats. Bij geschiktheidsbeoordeling wordt voornamelijk gekeken naar de operationele en conditionele standplaatsfactoren. De operationele standplaatsfactoren geven een indicatie van de milieucondities in de directe omgeving van de plant. Bovengronds gaat het om de licht-, luchtvochtigheids- en temperatuurcondities. In de wortelzone gaat het om de voedselrijkdom, de zuurgraad en het vochtgehalte van de bodem. Deze operationele standplaatsfactoren worden op hogere schaalniveaus aangestuurd door de conditionele factoren. De conditionele factoren geven een indicatie van het milieu binnen enkele vierkante meters rondom de plant. De groei en vitaliteit van een bos zijn sterk afhankelijk van de bodemgesteldheid en de processen die op dit schaalniveau een rol spelen. Voorbeelden daarvan zijn het zuurstofgehalte van de bodem, de zuurgraad en het grondwaterregime. Voor deze informatie kunnen de bodemkaart, de grondwatertrappenkaart en de vegetatiekaart geraadpleegd worden. Naast lokale standplaatsfactoren dient op gebiedsniveau ook rekening te worden gehouden met de effecten van gebiedsverontreiniging en klimaatverandering.
Bestaande begroeiing in de directe omgeving geeft ook een goede indicatie over de groeimogelijkheden. Dit kan onder meer worden afgeleid uit de leeftijd en vitaliteit van de voorkomende boomsoorten en uit de spontaan gevestigde kruiden- en struikvegetaties. Deze geven een beeld van de groeiplaats en van lokale omstandigheden en processen, zoals stagnatie van grondwater, eutrofiëring en bodemverstoring.

### Boomsoorten
Welke bomen op welke standplaatsen kunnen groeien is boomsoortafhankelijk. Een aantal soorten heeft een grote ecologische amplitude; dit is de reikwijdte waarbinnen de standplaatsfactoren voldoen aan de eisen van de plant. Boomsoorten zoals eik en berk hebben een grote ecologische amplitude, omdat zij op veel verschillende bodemtypes kunnen groeien. Deze soorten worden ook wel bodemvaag genoemd. Andere boomsoorten stellen kritischer eisen aan hun standplaats, zoals zoete kers en linde. Deze soorten worden ook wel veeleisende soorten genoemd. Welke boomsoorten uiteindelijk gekozen worden voor de verjonging van het bos, is mede afhankelijk van het beheerdoel van de opstand.
Om de vitaliteit en veerkracht van het bos te verhogen, kan bij kunstmatige verjonging worden gekozen voor de aanplant of onderplant van rijkstrooiselsoorten en klimaatbestendige boomsoorten. Rijkstrooiselsoorten zijn in staat om basische kationen op te nemen uit diepere bodemlagen, waardoor het bladafval van deze bomen bij afbraak voor buffering in de bodem zorgt, met als gevolg gunstiger abiotische omstandigheden. Op niet-gebufferde, zuurdere bodems vindt meer ophoping van bladafval plaats door een onvolledige afbraak van organische stof door bodemfauna en schimmels, met als gevolg dat het milieu verzuurt. Deze verzuring is ongunstig voor de boomgroei en kan zelfs leiden tot aluminium-toxiciteit, waardoor planten kunnen afsterven. Rijkstrooiselsoorten zorgen dus voor een rijkere, meer basische strooisellaag die sneller en effectiever wordt omgezet naar bruikbare voedingsstoffen en mineralen en die eveneens het vochtvasthoudend vermogen van de bodem verhoogt. De linde, esdoorn, zoete kers, haagbeuk en hazelaar zijn voorbeelden van rijkstrooiselsoorten. Naast rijkstrooiselsoorten kan gekozen worden om klimaatbestendige boomsoorten aan te planten. Het gaat om boomsoorten die beter bestand zijn tegen extremere weersomstandigheden, zoals extreme droogtes als gevolg van klimaatverandering.
Om de ecologische kwaliteit en de stabiliteit van de opstand te bevorderen, kan bij de aanplant van bomen gekozen worden voor menging van verschillende boom- en struiksoorten. Een diverse boomsoortmenging verhoogt de soortenrijkdom en draagt bij aan een vitaal en veerkrachtig bos. In een gemengde opstand zijn de risico's bovendien beter gespreid dan in homogene bosopstanden. Niet alle boomsoorten kunnen echter met elkaar gemengd worden, aangezien sommige boomsoorten andere soorten verdringen. Deze onderlinge concurrentie kan leiden tot ontmenging. Belangrijk is dat in de eerste jaren geen ingrepen nodig zijn om de menging bij te sturen, zodat het bos zich ongestoord kan ontwikkelen en kosten bespaard worden. Dit vergt een zorgvuldige selectie van boomsoorten die gezamenlijk goed kunnen opgroeien en elkaar zelfs kunnen stimuleren. Zo wordt tegenwoordig geadviseerd om rijkstrooiselsoorten (zie 'Boomsoortenkeuze') aan de nieuwe menging of een bestaande bosopstand toe te voegen. Ook worden er de laatste jaren steeds vaker boomsoorten in de menging aangeplant die klimaatbestendiger zijn.

## Uitvoering

### Beplantingsvorm
De wijze waarop het bosplantsoen wordt aangeplant is afhankelijk van het beheerdoel dat met de toekomstige opstand wordt beoogd. Van oudsher, toen de houtproductie nog op de eerste plaats stond, werd het plantsoen in rijen geplant. Alle bomen hadden daardoor dezelfde leeftijd en werden aan het eind van hun omlooptijd in een keer geoogst, een zogenaamde kaalslag. Daarna begon de cyclus opnieuw met vlaktegewijze aanplant. Sinds de jaren 1990 hebben bossen steeds vaker een multifunctioneel karakter, waarbij de natuurwaarden en belevingswaarden van een bos tevens meegewogen worden. Groepsgewijze aanplant of individuele aanplant onder een bestaande opstand, ook wel onderbeplanting genoemd, is daardoor gebruikelijker geworden. Het creëren van een mozaïek van beplante en niet-beplante delen, bestaande uit opstanden van verschillende leeftijden en boomsoorten, is ecologisch het meest waardevol. Men kan er bovendien voor kiezen om bewust stukken grond niet te beplanten, zodat daar natuurlijke verjonging kan plaatsvinden.

### Plantaantal
Het beheerdoel voor de opstand is bepalend voor het aantal planten dat per hectare wordt aangeplant. Ook de groeiplaats, de boomsoort en de leeftijd van het plantmateriaal spelen een rol. In het bosbeheer wordt de term stamtal gebruikt om aan te geven hoeveel bomen er per hectare staan. Bij een hoger stamtal staan de bomen dichter op elkaar, waardoor de onderste takken sneller afsterven en de bomen onderaan de stam takvrij blijven. Deze natuurlijke stamreiniging heeft een positieve invloed op de kwaliteit van het hout. Hoe minder takken de stam heeft en hoe kleiner de diameter van deze takken is, hoe minder noesten het hout heeft en hoe hoger de houtkwaliteit zal zijn. De genetische herkomst en de soort boom zijn tevens van invloed op het welslagen van deze natuurlijke stamreiniging. Een hoger stamtal heeft als voordeel dat de beheerder meer keuzemogelijkheden overhoudt bij het zuiveren en dunnen van de opstand. Ook zullen kruiden door eerdere kroonsluiting minder kans krijgen te gaan woekeren. Daarentegen brengt een hoger stamtal hogere kosten met zich mee, doordat er meer plantsoen moet worden aangeschaft en geplant. In een latere fase zal er ook eerder en meer gedund moeten worden.
Wanneer de productie van kwaliteitshout het doel is kunnen wijdere plantverbanden worden gehanteerd, indien een snelle diktegroei van de desbetreffende boomsoort geen nadelige gevolgen heeft voor de kwaliteit van het hout. Een wijd plantverband vergt een kritische selectie van plantmateriaal, aangezien er op termijn minder selectiemogelijkheden zijn in de vorm van dunningen. Ook vergt de aanpak een hogere mate van verzorging, aangezien de takken handmatig opgesnoeid zullen moeten worden en het open terrein vrij moet blijven van concurrentiekrachtige soorten. Ook wanneer de opstand niet houtproductie als doel heeft, volstaan lagere plantaantallen (4). In de praktijk worden plantaantallen van 1.250 tot 10.000 per hectare gebruikt.

### Plantverband
Plantverband is de dichtheid en ruimtelijke verdeling van de aangeplante bomen. Hierbij wordt plantafstand en plantpatroon onderscheiden.
De gekozen plantafstand varieert sterk per boomsoort en is afhankelijk van de groeiplaats en het doel van de opstand. De afstanden tussen de bomen kunnen variëren van 1 x 1 meter tot 9 x 9 meter. Wanneer er gekozen wordt voor aanplant in groepen, kunnen binnen de groep hogere dichtheden worden gehanteerd, aangezien op termijn één boom plaatselijk de overhand zal nemen.
Bij de keuze voor het plantverband kan gekozen worden uit vierkants-, driehoeks-, rechthoeks-, verschoven of wildverband, waarvan de eerste vier duiden op strakke plantrijen. Bij vierkantsverband staan de bomen op gelijke afstand van elkaar in een vierkant. Bij rechthoeksverband is de lengte tussen de bomenrijen groter dan de afstand tussen de bomen in dezelfde rij, waardoor een rechthoek ontstaat. De afstand tussen de bomenrijen is bij een driehoeksverband kleiner dan de afstand tussen de bomen in dezelfde rij (4). Het verschoven verband lijkt qua vorm op het driehoeksverband, maar heeft net als het vierkantsverband een gelijke afstand tussen de bomenrijen en tussen de bomen in dezelfde rij. In de praktijk is het steeds gebruikelijker dat de bomen handmatig in wildverband worden aangeplant, aangezien oude boomstobben en takafval een strakkere aanplant in de weg kunnen zitten. Tevens is het aanplanten in wildverband visueel aantrekkelijker, wat bevorderlijk is voor de belevingswaarde van het bos. 

## Plantmateriaal
Bij de keuze voor specifiek plantmateriaal kijkt de beheerder naar de wijze van opkweken in de kwekerij, de maat, de leeftijd, de kwaliteit en de genetische herkomst. De wijze van vermeerdering in de kwekerij (vegetatief of generatief) heeft invloed op de vorm waarop het plantsoen geleverd wordt.

### Vegetatieve vermeerdering in de kwekerij
Bij vegetatieve vermeerdering worden bomen gestekt, afgelegd, gedeeld, geënt, geoculeerd of wordt weefselkweek toegepast. Plantsoen voor bosverjonging wordt vaak opgekweekt uit stekken. Dit zijn scheuten van een boom, die zonder wortels in de grond worden gezet, waarna de scheuten zelf wortels zullen vormen. De nieuw gevormde plant vormt daarmee een genetische kopie, ook wel een kloon genoemd, van de moederboom. Het plantsoen kan geleverd worden als één- tot driejarige bewortelde stekken (bestemd voor ruime plantgaten), als langstekken (tweejarige stekken zonder wortel), of als poten (meerjarige stekken zonder wortel). Voorbeelden van boomsoorten die vegetatief vermeerderd worden, zijn wilg, populier en robinia.

### Generatieve vermeerdering in de kwekerij
Bij generatieve vermeerdering worden zaden in de volle grond of in pluggen gezaaid; deze worden respectievelijk als naaktwortelplantsoen of als plugplantsoen verkocht. Naaktwortelplantsoen duidt op plantsoen met kale wortels. Plugplantsoen zit in een conisch potje gevuld met substraat en heeft daarom een aantal voordelen ten opzichte van naaktwortelplantsoen. Het substraat biedt bescherming bij het rooien, het transporteren en de aanplant. Het is in staat kleine hoeveelheden vocht en voedingstoffen vast te houden en er worden vaak mineralen en/of mycorrhiza aan toegevoegd om de groei van het plantsoen te bevorderen. Hierdoor ligt het slagingspercentage van plugplantsoen over het algemeen hoger. Naaktwortelplantsoen kan daarentegen in grotere afmetingen en hoeveelheden geleverd worden en ook het boomsoortassortiment is groter.

### Afmeting en behandeling
De afmetingen van het plantsoen zijn sterk van invloed op het slagingspercentage na aanplant. Klein plantsoen kan sneller ten prooi vallen aan wildvraat en is vatbaarder voor concurrentie. Daarentegen heeft groot plantsoen bij aanplant een grotere kans op plantschok. Plantschok is de reactie van de plant op de verandering van groeiplaats. De plant moet zich plotseling aanpassen aan de nieuwe omstandigheden. Hoe ouder en groter het plantsoen, des te moeilijker deze aanpassing is, met als resultaat een slechtere groei of mogelijk uitval van het plantsoen.
Plantsoen met grotere afmetingen is duurder in transport en aanschaf. Over het algemeen geldt dat plantsoen het best zo jong mogelijk en zo groot als noodzakelijk aangeschaft kan worden. Daarnaast kan bij tweejarig plantsoen een keuze gemaakt worden tussen verspeende en afgepende planten. Verspenen duidt op het verplanten van het plantgoed in de kwekerij, wat vaak na het eerste levensjaar gebeurt. De plant wordt dan in groter plantverband gezet met meer groeiruimte. Afpennen duidt op het ondersnijden van het plantgoed. Hierbij wordt met een mes de top van de hoofdwortel van de jonge zaailing afgesneden, waarna de afgesneden plant opnieuw geplant wordt. Door de planten op deze wijze af te pennen wordt het wortelstelsel minder lang, wat verplanten makkelijker maakt. Daarnaast zorgt het afpennen voor een groeistimulans van de haarwortels. Verspeend plantgoed heeft dikwijls een betere beworteling dan afgepende planten door de grotere groeiruimte en de planten zijn doorgaans vitaler. Met voldoende groeiruimte kunnen afgepende planten toch dezelfde - en in sommige gevallen een betere - kwaliteit behalen. Echter, met het oog op klimaatverandering kan een goed ontwikkelde penwortel wel van groot belang zijn voor de toekomstige ontwikkeling van de bomen, omdat deze water en voedingsstoffen uit diepere bodemlagen kan halen.

### Genetische kwaliteit en herkomst
De genetische herkomst van plantgoed is een belangrijke indicator voor de manier waarop het plantgoed zal reageren op ziekten, plagen en bevriezing. Genetische herkomst is ook belangrijk voor het verwachte slagingspercentage, de groeisnelheid en de kwaliteit van het plantgoed. De herkomst van het plantmateriaal geeft aan wat de ouderopstand van het plantgoed is geweest en waaruit het plantgoed is vermeerderd. Deze genetische herkomst heeft op verschillende manieren en in verschillende mate invloed op de kwaliteit van het eindproduct; dit verschilt weer per eigenschap: het moment van uitlopen, de hoogtegroei, het overlevingspercentage, de houtkwaliteit en daarmee de houtopbrengst.
Vanuit het oogpunt van genetische herkomst spelen de termen inheems, uitheems, autochtoon en niet-autochtoon een belangrijke rol bij de selectie van plantmateriaal. Inheems duidt aan dat een plantensoort ergens van nature thuishoort, doordat de soort zich na de laatste ijstijd hier op eigen kracht gevestigd heeft. Uitheems duidt op plantensoorten die een gebied niet op eigen kracht bereikt hebben en daar dus door menselijk handelen terecht zijn gekomen. Hiervoor wordt ook wel de term exoot gebruikt. Inheems plantmateriaal kan vervolgens onderverdeeld worden in autochtone en niet-autochtone herkomsten. Een plant van autochtone herkomst behoort tot een plantensoort die zowel inheems is - dus hier van nature thuishoort - als inheems genetisch materiaal bezit. Daarentegen wordt in Nederland gesproken van inheems plantmateriaal of inheemse bomen van niet-autochtone herkomst, als deze plantensoort hier wel van nature thuishoort, maar het betreffende plantgoed van elders betrokken wordt, bijvoorbeeld uit regio's met andere klimatologische condities dan in Nederland.
Het voordeel van autochtoon plantmateriaal ten opzichte van niet-autochtoon plantmateriaal is het gegeven dat autochtoon plantmateriaal beter is aangepast aan de Nederlandse klimatologische omstandigheden en daarmee een grotere bijdrage levert aan de biodiversiteit. Verondersteld wordt dat de levenscyclus van inheemse fauna beter is afgestemd op de groeicyclus van autochtoon plantmateriaal. Wanneer deze cycli te veel van elkaar afwijken, kan het gevolg zijn dat bestuivende insecten op een ander moment actief zullen zijn dan het plantmateriaal dat nectar en stuifmeel moet leveren. De overweging om autochtoon plantmateriaal te gebruiken is vooral van belang wanneer de beplanting een overwegend ecologisch doel heeft, bijvoorbeeld op de inheemse fauna afgestemde seizoensritmes. Het gebruik van autochtoon plantmateriaal heeft daarnaast nog andere voordelen: het zou beter bestand zijn tegen droogtestress en meeldauw, het zou een betere hoogtegroei hebben en het materiaal zou een hoger slagingspercentage hebben na aanplant, wat resulteert in lagere kosten voor vervanging (inboetkosten). Inboeten is het vervangen van beschadigd of niet-aangeslagen plantmateriaal. De keuze voor het wel of niet inboeten berust op de doelstelling van de opstand. In een opstand met ecologische doelstelling zal minder snel ingeboet worden dan in een opstand met een productiedoelstelling. Doorgaans wordt bij een uitvalpercentage van meer dan 10 procent ingeboet.

## Terreinvoorbereiding
Om de groeiomstandigheden van het aan te planten plantmateriaal zo gunstig mogelijk te maken, kan ervoor worden gekozen het terrein voor te bereiden. Dit omvat activiteiten als ondiepe bodembewerking, waarmee de doorwortelbaarheid van de bodem wordt verbeterd en het aandeel concurrentiekrachtige kruiden verminderd wordt. Bodembewerking heeft echter nadelige gevolgen voor de bodemstructuur en bodemfauna en -flora. Andere vormen van terreinvoorbereiding zijn bekalking en bemesting, die zorgen voor een snellere omzetting van organisch materiaal in de humuslaag. Het doel van bekalking is het tegengaan van bodemverzuring, dat een negatief effect heeft op de kwaliteit van de groeiplaats en kan leiden tot een tekort aan voedingsstoffen of een onevenwichtigheid van de voedingsstoffensamenstelling voor de vegetatie. Bij gebrek aan bepaalde voedingsstoffen kan men kiezen voor bemesting. Beide maatregelen kunnen de kieming en overleving van natuurlijke en kunstmatige verjonging ten goede komen. Wanneer er gekozen wordt voor bezaaiing, is het noodzakelijk dat de bodem vrij is van vegetatie, takken en strooisel zodat er een geschikt zaaibed kan worden gecreëerd.

## Aanplant en zaaien
Wanneer het plantmateriaal geleverd en gekeurd is, en het materiaal niet op de dag van levering geplant wordt, wordt het plantgoed ingekuild. Bij inkuilen worden de wortels van de planten afgedekt met een laagje zand op een beschutte plek nabij de plantplaats, met als doel uitdroging te voorkomen. Plugplantsoen is door het beschermende laagje substraat minder gevoelig voor uitdroging en kan langere tijd in goede conditie blijven zonder ingekuild te worden.
Bij de aanplant wordt het plantsoen in de minerale grond geplaatst, waarna het plantgat wordt opgevuld met bodemmateriaal. Naaktwortelplantsoen wordt buiten het groeiseizoen geplant, tussen eind oktober en begin april. Bij aanplant in het najaar hebben de wortels nog een aantal weken om nieuwe haarwortels te vormen zonder dat verdamping een rol gaat spelen, waardoor aanplant in het najaar de voorkeur heeft boven aanplant in het voorjaar. Een nadeel van planten in het najaar is een groter risico op vraatschade. De meest geschikte aanplantperiode verschilt sterk per boomsoort en de heersende weersomstandigheden. Het plantmateriaal werd in het verleden meestal handmatig geplant met behulp van handgereedschap. Vanaf de jaren 1960 gebeurt het planten steeds meer machinaal.
Een andere mogelijkheid om kunstmatig te verjongen is bezaaiing op reeds voorbereide terreinen. Anders dan bij naaktwortelplantsoen en plugplantsoen zorgt kieming vanuit zaad voor een ongestoorde wortelontwikkeling. Daarentegen is het lastiger om te sturen op de dichtheid en de samenstelling van de verjonging, aangezien de kieming en groei op natuurlijke wijze plaatsvinden. Doorgaans kunnen hoge stamtallen behaald worden met zaaien, wat gunstig is voor de selectiemogelijkheden. Bezaaiing wordt pleksgewijs of volvelds uitgevoerd, waarbij de tweede variant duidt op bezaaiing over het gehele perceel. Na het zaaien wordt het zaad bedekt met een dun laagje aarde ter bescherming tegen predatie en uitdroging. Het meest geschikte tijdstip om te zaaien verschilt sterk per boomsoort, hoewel de meeste soorten gebaat zijn bij bezaaiing in het voorjaar door de gunstige temperatuurs- en vochtomstandigheden.

## Plantbescherming
Nadat de zaailingen gevestigd zijn kunnen in het wild levende herbivoren zorgen voor wildschade. Ze kunnen de boomsoortensamenstelling van het bos en het stamtal van de verjonging negatief beïnvloeden. Jonge bomen die worden aangetast, kunnen niet uitgroeien tot vitale bomen of kunnen zelfs afsterven. Er zijn diverse vormen van wildschade. De beheerder kan wildschade voorkomen of verminderen door verschillende vormen van wildregulatie.
Om concurrentie met kruiden en struiken tegen te gaan worden deze in de eerste twee tot drie jaar na aanplant laag gehouden. Het plantgoed kan schade ondervinden door licht- en vochtconcurrentie, door fauna die zich ophoudt in een dichte kruidlaag met ruigtekruiden, door klimplanten die de aanplant omtrekken (zoals kamperfoelie en braam) of door overige hoge vegetatie die de aanplant kan onderdrukken. De bestrijding van deze concurrentiekrachtige vegetaties wordt machinaal uitgevoerd wanneer er sprake is van aanplant in rijen en handmatig wanneer selectieve, plaatselijke bestrijding noodzakelijk is.